# Gunnar Teuber
Gunnar Teuber (* 1967) ist ein deutscher Theater- und Filmschauspieler. Er lebt in Berlin.

## Leben
Gunnar Teuber wurde an der Filmuniversität Babelsberg Konrad Wolf ausgebildet. Er war danach am Theater und in Fernsehproduktionen zu sehen. Ab 2003 war er im Ensemble des Schauspiel Frankfurts und ab 2006 am Maxim-Gorki-Theater in Berlin.

## Filmografie
- 1974: Bunnebacke
- 1987: Stielke, Heinz, fünfzehn…
- 1992–1994: Sherlock Holmes und die sieben Zwerge (Fernsehserie)
- 1994: Tatort: Geschlossene Akten
- 1996: Tatort: Blick in den Abgrund
- 1996: Max Wolkenstein (Fernsehserie, eine Folge)
- 1994: Tatort: Geschlossene Akten
- 1996–2001: Im Namen des Gesetzes (Fernsehserie, 2 Folgen)
- 1997: Alarm für Cobra 11 – Die Autobahnpolizei (Fernsehserie, eine Folge)
- 1998: Gehetzt
- 1998–2003: Wolffs Revier (Fernsehserie, 2 Folgen)
- 1998: Polizeiruf 110 – Discokiller (Fernsehreihe)
- 1999: Die Strandclique (Fernsehserie, eine Folge)
- 1999: Glückliches Ende (Kurzfilm)
- 2000–2003: Balko (Fernsehserie, 2 Folgen)
- 2001: Küstenwache (Fernsehserie, eine Folge)
- 2002: Maximum Speed
- 2002: Baby
- 2002: Im Visier der Zielfahnder (Fernsehserie, eine Folge)
- 2003: Edel & Starck (Fernsehserie, eine Folge)
- 2003: Hotte im Paradies
- 2004: Polizeiruf 110 – Rosentod
- 2005: Showtime (Kurzfilm)
- 2006: Medicopter 117 (Fernsehserie, eine Folge)
- 2006: SOKO Leipzig (Fernsehserie, eine Folge)
- 2006: Tatort: Der Tag des Jägers
- 2011: Nacht ohne Morgen
- 2013: Woyzeck (Fernsehfilm)
- 2013: Kaptn Oskar
- 2018: Das Joshua-Profil
- 2018: In aller Freundschaft – Die jungen Ärzte (Fernsehserie, Folge Unter Druck)
- 2019: Preis der Freiheit (Miniserie, 3 Folgen)
- 2023: Push